# صدا و سیمای کهگیلویه و بویراحمد
صدا و سیمای کهگیلویه و بویراحمد یکی از مراکز صدا و سیمای جمهوری اسلامی ایران است که در شهر یاسوج فعالیت می‌کند.

## شبکه دنا
شبکه دنا، یک شبکه تلویزیونی استانی زیرمجموعه صدا و سیمای کهگیلویه و بویراحمد است که از مرکز یاسوج، برای سرتاسر استان کهگیلویه و بویراحمد برنامه هایی به زبان های فارسی و لری می کند.
درتاریخ ۲۸ دی ماه ۱۳۸۴ با تلاش و همت مرکز و با حضور سید عزت الله ضرغامی ریاست وقت سازمان صدا و سیما و مسئولین و مقامات استانی و شهرستانی فعالیت خودرا به طور رسمی آغاز کرد. صدا و سیمای مرکز کهگیلویه و بویراحمد با نام فعلی شبکه دنا  فعالیت خود را با عنوان دفتر خبری در سال ۱۳۶۱ آغاز کرد و تا سال ۱۳۶۵ بیشتر به صورت  تهیه و ارسال گزارش برای تهران و شیراز فعالیت می‌کرد.
برنامه های تولید صدای مرکز در سال ۱۳۶۵ با شش عنوان برنامه تهیه و پخش می شد تا اینکه در اردیبهشت ۱۳۸۲ صدای استانی شبکه دنا به طور رسمی فعالیت خود را آغاز نمود. سیمای مرکز نیز در سال ۱۳۷۳ با حضور دکتر لاریجانی ریاست وقت سازمان، فعالیت رسمی خود را آغاز کرد.

## رادیو یاسوج
صدای استانی دنا از آغاز سال ۱۳۹۳ به‌صورت ۲۳ ساعته و ۱۲ بهمن ۱۳۹۳ به صورت ۲۴ ساعته برنامه پخش می‌کند.